# سلسلة

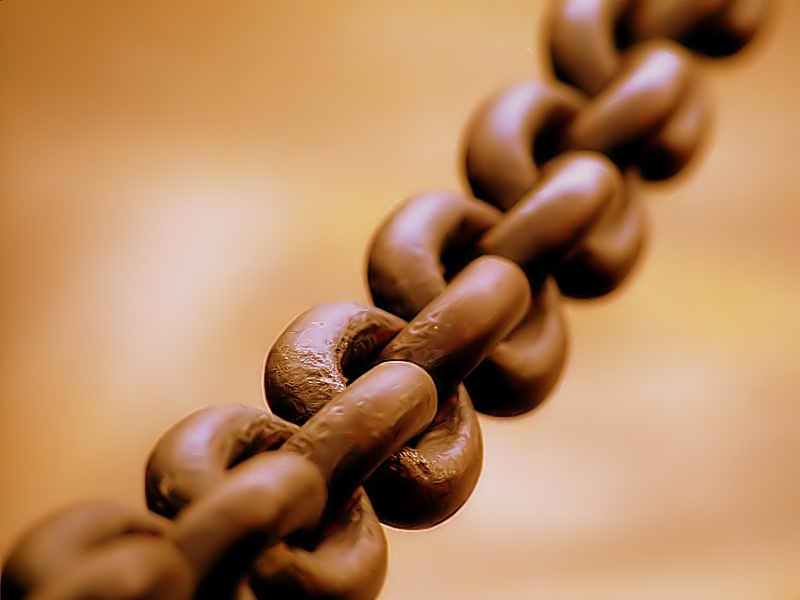
سلسلة معدنية عريضة مصنوعة من وصلات على شكل طارة.

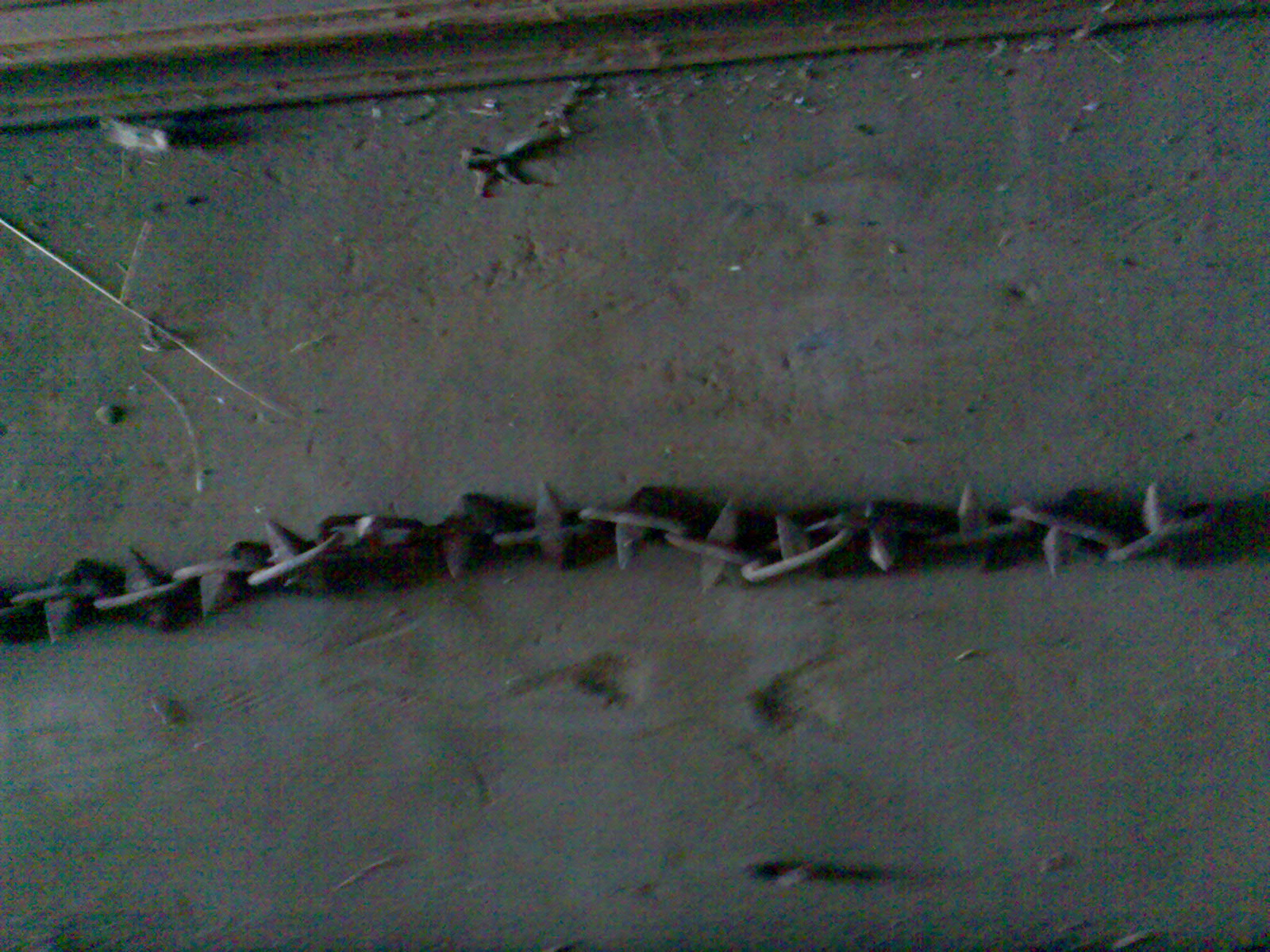
سلسلة معدنية بمسامير وصل معينة الشكل.

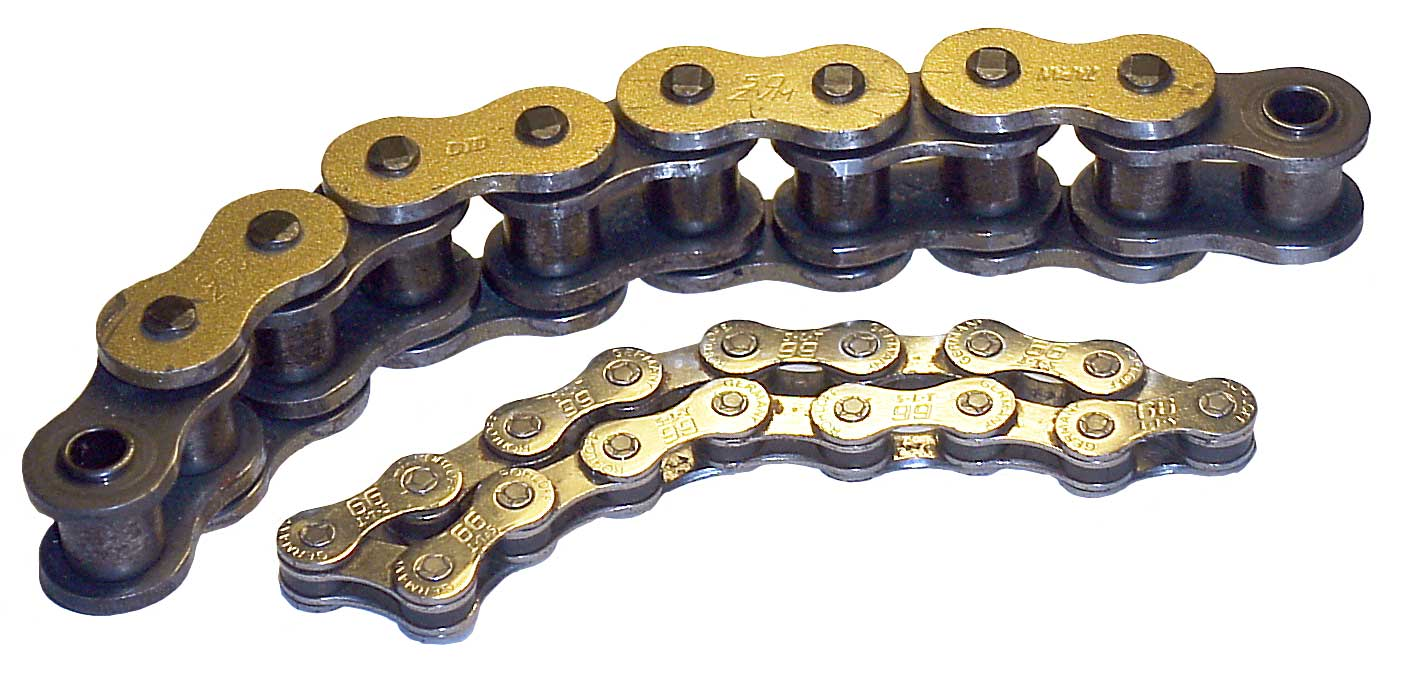
سلاسل دوارة.

السلسلة أو الزِنْجِير أو الجِنْزِير هي مجموعة وصلات مرتبطة عادة ما تُصنع من المعدن. قد تتكون السلسلة من وصلتين أو أكثر.
وعادة ما تُصنع السلاسل على طراز واحد أو طرازين وفقًا للغرض منها:
- السلاسل المصممة بغرض الرفع، مثلما تستخدم مع الرافعة للسحب أو للتأمين مثلما في حالة قفل الدراجة بها وصلات على شكل طارة والتي تجعل السلسلة مرنة في بعدين (البعد الثالث الثابت هو طول السلسلة).
- السلاسل المصممة لنقل الطاقة في الماكينات تحتوي على وصلات تتشابك مع أسنان العجلات المسننة الموجودة بالماكينة ولا تكون مرنة إلا في بعد واحد. وتعرف بـ السلاسل الدوارة بينما توجد سلاسل أخرى غير دوارة مثل البكارة الجنزيرية.

يمكن توصيل سلسلتين مختلفتين باستخدام وصلة سريعة والتي تشبه الحلقات المستطيلة الزنبركية المزودة بقفل لولبي بدلاً من المزلاج.

## استخدامات السلسلة
تشتمل استخدامات السلسلة على:
- سلسلة الدراجة وهي تنقل الطاقة من الدواسات إلى العجلة الدافعة بالدراجة مما يؤدي إلى دفعها.
- الجنزير وهو السمة الأساسية التي تميز الدراجة.
- بندقية آلية وهي نوع من الأسلحة الآلية التي تعمل بمصدر خارجي للطاقة أحيانًا تتصل بسلسلة لتشغيل آلية العمل بها أكثر من الاعتماد على الارتداد.
- مضخات بسلاسل وهي نوع من مضخات المياه المزودة بسلسلة لا متناهية على أقراصها المستديرة.
- أداة لويس للرفع بالسلاسل وهي أداة رفع مكونة من قدمين محنيتين من الصلب.
- منشار سلسلي وهو منشار آلي محمول مزود بمحرك يستخدم سلسلة قاطعة لنشر الخشب.
- سلاسل السفن البخارية
- سلسلة كبح تستخدم في لجام الكبح عند ركوب الحصان.
- سلسلة الباب نوع من سلاسل الأمان التي تركب على الباب بحيث تجعل من الممكن فتحه من الداخل ولكن في الوقت نفسه يصعب على الواقف بالخارج دفع الباب عنوة للدخول.
- سلسلة مفاتيح سلسلة صغيرة تربط شيء صغير بحلقة مفاتيح.
- سلسلة القيادة (أو سلسلة الخيول) وتستخدم للأحصنة غير المروضة.
- سلسلة المرحاض وهي سلسلة ملحقة بصهريج لدورة مياه ذات طراز قديم حيث تتوفر فيها قوة جرف المياه بواسطة قوة الجاذبية من ارتفاع عالٍ. وعلى الرغم من أن الصهاريج لم تعد تعمل بهذه الطريقة، إلا إن العبارة «اسحب السلسلة» لا تزال تستخدم بمعنى «تنظيف المرحاض».
- سلسلة حلقات على شكل O، وهي نوع خاص من سلسلة الحلقات الدوارة.
- السلسلة الدوارة، هي نوع من السلاسل التي تُستخدم بشكل عام لنقل القوة الميكانيكية في الدراجات العادية والموتوسيكلات وفي الآلات الزراعية والصناعية.
- سلاسل الجليد، تُستخدم لتحسين السحب على الجليد.
- السلسلة الزمنية تُستخدم لنقل الوضع الدوراني من عمود المرفق إلى نظام الاشتعال والصمامات في محرك الاحتراق الداخلي مع تخفيض السرعة بصفة نموذجية من 2:1.
- الكرة والسلسلة؛ هي عبارة تشير إما إلى أداة التقييد التي تُستخدم لإحكام القبض على السجناء، أو لوصف زوجة/زوج شخص ما.
- قفل الدراجة (أو«سلسلة الدراجة»), سلسلة تُستخدم لإحكام القفل.
- سلسلة الأمان، هي سلسلة مزودة بحواف رباعية لتفادي القطع بواسطة قطّاعة البراغي.
- سلسلة الشد القوي (أو «سلسلة النقل»)، وهي سلسلة ذات قوة كبيرة للشد حيث تستخدم لسحب أو إحكام ربط الأحمال.
- سلاسل الأقدام الحديدية (القيود)، وهي بديل لقيود اليدين.
- سلسلة بطن
- سياج من الأسلاك، هو سياج تُستخدم فيه مجموعة من الأسلاك الرأسية يتم تصميمها في شكل متعرج ويتم ربطها مع بعضها البعض.
- سلسلة المكتب، عبارة عن طوق أو سلسلة ذهبية ثقيلة يتم ارتدائها كعلامة مميزة للمكتب أو كإشارة للولاء في القرون الوسطى بأوروبا والمملكة المتحدة.
- سلاح السلسلة، سلاح يُستخدم في القرون الوسطى مرفق به ثقل أو أكثر ومزود بمقبض مع سلسلة.
- سلسلة أوميجا، هي سلسلة صورية يتم تثبيت 'الوصلات' بها بشكل خلفي بدلاً من وضعها بشكل متسلسل.
- مفتاح السحب، هو مفتاح كهربائي يعمل من خلال سلسلة.
- سلسلة مفلطحة شكل من أشكال السلاسل التي تستخدم أساسًا في الماكينة الزراعية.
- وهي سلاسل ضخمة مدعومة بواسطة عوامات ثقيلة استخدمت هذه السلاسل لإبعاد المدرعات عن الموانئ والأنهار على سبيل المثال، سلسلة نهر هدسون.
- تزيين الملابس، بعض الأشخاص يرتدون المحافظ بسلاسل متصلة بأحزمتهم أو يرتدون سراويل مزينة بالسلاسل.
- سلسلة مجوهرات كثير من العقود والقلائد مكونة من سلاسل صغيرة من الذهب والفضة.
- سلسلة جاك سلسلة مسننة تستخدم لنقل الأحمال.
- سلسلة سلمية سلسلة سلكية خفيفة تستخدم مع التروس لنقل الطاقة المنخفضة لعزم الدوران.
- كابل تثبيت كما هو الاستخدام في السفن والقوارب، في استخدام البحرية البريطانية عبارة عن كابل وليس سلسلة.
- يمكن أن تستخدم السلاسل أيضًا كآلة نقر بهدف إحداث تأثيرات خاصة مثلما في أوبرا أرنولد شونبرج جري-ليدير وجاناك من بيت الأموات House of the Dead.
- سلسلة إطلاق وهي نوع من ذخيرة المدفع تستخدم لإلحاق الضرر بـ أقمشةشراع السفينة في الحرب البحرية.
- درع مزرد نوع من الدروع يتكون من حلقات معدنية متصلة ببعضها في نموذج ما مشكلة شبكة.

## اختراع
وفقًا إلى «الدليل الكامل للسلاسل»، اختُرعت سلسلة الوصل المعدنية في 225 قبل الميلاد.